# Афанасьев, Лукьян Васильевич
Лукьян Васильевич Афанасьев (1869—1934) — генерал-майор, герой Первой мировой войны, участник Гражданской войны в России.

## Биография
Родился 29 июня 1869 года. Начальное образование получил в Иркутской военной прогимназии, по окончании которой летом 1885 года был зачислен в Иркутское пехотное юнкерское училище. Выпущен 1 сентября 1887 года подпоручиком в 6-й Восточно-Сибирский стрелковый батальон. Далее Афанасьев последовательно получил чины поручика (1 сентября 1891 года) и штабс-капитана (15 марта 1898 года).
В 1900—1901 годах Афанасьев принимал участие в кампании против боксёров в Китае и 6 мая 1900 года был произведён в капитаны. Затем он сражался против японцев, был ранен и контужен, в 1905 году за боевые отличия был произведён в подполковники (со старшинством от 18 июля 1904 года). Далее Афанасьев служил в 18-м Восточно-Сибирском стрелковом полку и 6 декабря 1910 года был произведён в полковники.
16 января 1914 года Афанасьев был назначен командиром 27-го Сибирского стрелкового полка, во главе которого встретил начало Первой мировой войны.
Высочайшим приказом от 21 марта 1915 года Афанасьев был удостоен Георгиевского оружия
За то, что, прикрывая 23 сент. 1914 г. своим полком отход дивизии на позиции у д. Липовка 1-я линия, удержал указанные позиции в течение суток, несмотря на сильнейший артиллерийский огонь противника и отбил ряд ожесточённых атак превосходных сил противника. Когда из строя выбыли три командира батальона, полковник Афанасьев принял управление передовыми частями и собственным примером мужества и храбрости ободрял вверенных ему чинов.
Высочайшим приказом от 10 июня 1915 года Афанасьев был награждён орденом св. Георгия 4-й степени
За то, что в бою 5 ноября 1914 г. на перешейке между озёрами Бувельно и Тиркло, лично управляя полком, атаковал укреплённую позицию немцев, имевшую важное тактическое значение, овладел ею, причём были захвачены 4 лёгких орудия, 1 мортира и 4 пулемёта, а при дальнейшем наступлении полка ещё 4 тяжёлых орудия.
В этих боях Афанасьев был ранен.
Летом 1915 года Афанасьев был произведён в генерал-майоры (со старшинством от 6 декабря 1914 года), 2 февраля 1916 года назначен командиром бригады Кавказской гренадерской дивизии, а с 29 ноября того же года командовал 134-й пехотной дивизией.
После Октябрьской революции Афанасьев уехал в Сибирь, служил в белых войсках на Востоке России. С 17 июля 1918 года был временно исправляющим должность дежурного генерала штаба Иркутского военного округа, с 20 сентября командовал 8-й Читинской стрелковой дивизией и с 19 октября одновременно занимал должность начальника 2-го военного района, с 13 ноября командовал формирующейся 8-й Сибирской стрелковой дивизией.
19 января 1919 года Афанасьев был назначен исправляющим должность помощника командующего войсками Иркутского военного округа, с 26 февраля вновь командовал 8-й Сибирской стрелковой дивизией, одновременно он с 6 января по 10 апреля возглавлял экспедиционный отряд в Енисейской губернии. 8 августа того же года Афанасьев был зачислен в резерв чинов при штабе Иркутского военного округа, но уже с 26 августа исправлял должность генерала для поручений по заведованию военнопленными, с 14 октября вновь состоял в резерве чинов, с 29 октября был генералом для поручений при штабе 3-й армии и затем опять зачислен в резерв чинов при штабе Иркутского военного округа.
После поражения белых эмигрировал в Китай. Скончался в 1934 году.

## Награды
Среди прочих наград Афанасьев имел ордена:
- Орден Святой Анны 4-й степени (1901 год)
- Орден Святого Станислава 3-й степени с мечами и бантом (1904 год)
- Орден Святой Анны 3-й степени с мечами и бантом (1904 год)
- Орден Святого Станислава 2-й степени (1905 год)
- Орден Святого Владимира 4-й степени с мечами и бантом (1905 год)
- Орден Святой Анны 2-й степени (1911 год)
- Георгиевское оружие (21 марта 1915 года)
- Орден Святого Георгия 4-й степени (10 июня 1915 года)